# Saker som jag sagt till natten
Saker som jag sagt till natten är ett album med det svenska rockbandet Invasionen, utgivet 2011. Skivan fick överlag bra kritik. Låtarna Arvegods och Sanningsenligt har getts ut som singlar. Invasionen har på sin facebook-sida meddelat att de vill göra videor till samtliga låtar på skivan.

## Låtlista
1. Arvegods
2. Himlen här uppe
3. Demonerna
4. Förlorad
5. Martyrskap
6. Sanningsenligt (sant sant sant)
7. En annan slags Gud
8. Linjerna
9. Norrsken
10. 120 Db

## Medverkande
Invasionen
- Dennis Lyxzén - sång, gitarr
- Anders Stenberg - gitarr, keyboards, sång
- Rickard Österman - bas, sång
- André Sandström - trummor, slagverk, sång

Övriga
- Henrik Oja - Gitarr (spår 1 och 2), synt (spår 3)
- Sara Almgren - Sång (spår 5)
- Annika Norlin - Sång (spår 8)
- Robert Pettersson - Sång (spår 1, 2, 3 & 6)